# Ненад Јеро Раденковић
Ненад Јеро Раденковић (Грабовац, код Звечана, 17. децембар 1966) српски је песник и ликовни уметник. По образовању је магистар вајарства.

## Биографија
Рођен је 17. децембра 1966. у Грабовцу. Гимназију је завршио у Косовској Митровици 1985. године. Дипломирао је на Академији ликовних уметности у Приштини.
Написао је књигу песама „Поворка на туђим ногама” 1995, „Исконија”, „Поетика лелека”, „Земљани петао”, „Црне креде”, „Одвикавање од господа”, „Кратке приче са Кошара” и „Завичај сунца”. Написао је и значајна дела за хорове и певачке етно групе. Пише приказе, есеје и књижевну критику. Његова поезија је преведена на руски, шпански, румунски, македонски и француски језик.
Неке песме је посветио Оливеру Ивановићу, Патријарху српском Павлу, митрополиту црногорско-приморском Амфилохију и Ани Јовановић – мајци светог Василија Острошког. Са породицом живи на Косову и Метохији.